# Artemisia deversa
Artemisia deversa — вид квіткових рослин з родини айстрових (Asteraceae). Поширення: центральний Китай. Населяє лісові узлісся, каньйони, схили, береги річок; 1000–2300 метрів.

## Біоморфологічна характеристика
Це багаторічна трав'яниста рослина заввишки 50–100 см, розгалужена верхівково; всі частини голі. Середнє стеблове листя на ніжці 2–4 см; листкова пластинка яйцеподібна або широкояйцеподібна, 8–14(18) × 4–12 см, перисто-роздільна або дволанцетна; сегменти 2(або 3) пари, яйцеподібні, яйцеподібно-еліптичні або яйцеподібно-ланцетні, 2.5–8 × 1–5 см; край рваний та пилчастий, верхівка загострена. Найбільш верхнє листя дихотомічно (2- або)3-роздільне або цільне; цільне листя еліптичне або еліптично-ланцетне; дистальні лопаті 4–8 × 2–5 см, основа відтягнута, край пилчастий; листоподібні приквітки цілісні або зрідка 1- або 2-роздільні або щілинні. Синцвіття — помірно широка волоть. Квіткові голови широко розставлені, сидячі. Обгортка довгаста або еліпсоїдна, 1.5–2.5 мм у діаметрі. Крайових жіночих квіточок 3–5. Дискових квіточок 4–9, двостатеві. Сім'янка довгаста або оберненояйцеподібно-довгаста. Цвітіння та плодіння: серпень — жовтень.